# Da Qiao
Pour un article plus général, voir Deux Qiao.
Da Qiao (entre 175 et 186 — entre 220 et 229) fut une épouse du seigneur de guerre chinois Sun Ce ainsi que la fille de Qiao Xuan lors de la fin de la dynastie Han en Chine antique. 
On raconte qu'elle était, avec sa petite sœur Xiao Qiao, la plus belle dame du royaume de Wu. On disait que la beauté de Da Qiao faisait tourner la tête à la Lune et même rougir la plus belle des fleurs. 
Elle eut une fille avec Sun Ce, Sunshi, qui se maria avec le célèbre général Lu Xun du royaume de Wu, et qui eut pour enfant Lu Kang.